# Polystichum dielsii
Polystichum dielsii är en träjonväxtart som beskrevs av Christ. Polystichum dielsii ingår i släktet Polystichum och familjen Dryopteridaceae. Inga underarter finns listade.